# Nosówka
Nosówka (łac. Febris catarrhalis et nervosa canum lub Febris catarrhalis infectiosa canum; ang. distemper) – wysoce zakaźna, wirusowa choroba psowatych, z komplikacjami w postaci wtórnych zakażeń bakteryjnych. Występuje powszechnie na całym świecie. Należy, wraz z parwowirozą, do najgroźniejszych chorób zakaźnych psów. Zachorowanie może nastąpić u psów w każdym wieku, najczęściej występuje u szczeniąt w wieku 2–5 miesięcy. Cechuje się wysoką śmiertelnością i ciężkim przebiegiem.

## Etiologia
Przyczyną choroby jest wirus nosówki psów (ang. canine distemper virus – CDV) należący do rodziny Paramyxoviridae. Wirus jest odporny na czynniki środowiskowe, pod wpływem promieni słonecznych ginie po 2-3 dniach. Wytrzymuje w temperaturze 4 °C do 14 dni natomiast w 37 stopniach przeżywa 60 minut. Szczególnie szybko niszczą go rozpuszczalniki organiczne jak eter i chloroform. Inaktywacja wirusa następuje pod wpływem działania 3% NaOH, 0,5% fenolu, 0,1% formaliny oraz wapna chlorowanego.

## Źródła zakażenia ipatogeneza
Źródłem zakażenia są nosiciele i zwierzęta chore, które w wydzielinie z nosa, spojówek, ze śliną i moczem wydalają duże ilości wirusa. Zakażenie następuje głównie przez kontakt bezpośredni drogą kropelkową lub pokarmową. Możliwe jest przenoszenie mechaniczne wirusa przez zwierzęta i człowieka.
Po wniknięciu do organizmu, wirus nosówki namnaża się w migdałkach i węzłach chłonnych śródpiersiowych. W wyniku pojawiającej się bardzo szybko wiremii, wirus dociera w ciągu kilku dni do wszystkich narządów limfatycznych, powodując poprzez ich uszkodzenie silną immunosupresję. W trakcie rozwoju zakażenia atakowane są komórki układu oddechowego, pokarmowego, moczowego, skóry oraz układu nerwowego.

## Objawy
Okres inkubacji wynosi 3 do 7 dni. Początek choroby wiąże się ze wzrostem temperatury ciała do 40 – 41 stopni.
W zależności od stopnia zjadliwości wirusa, nasilenia infekcji wtórnych oraz odporności zaatakowanego organizmu choroba może przebiegać w różny sposób, od zakażeń bezobjawowych aż do stanów ciężkich kończących się zgonem.
Przyjęło się wyróżniać następujące postacie nosówki: nieżytową, płucną, żołądkowo-jelitową, nerwową, oczną i skórną. Podział ten w przebiegu choroby może być płynny, w zależności od nasilenia objawów ze strony poszczególnych narządów.
- Postać nieżytowa – przyjmuje się, że jest to w wielu przypadkach początkowe stadium choroby. Przebiega z przejściową wysoką gorączką, posmutnieniem, wypływem z nosa i spojówek, biegunką. Objawy te są często łagodne i mogą pozostać niezauważone.
- Postać płucna – z objawami wypływ z nosa (surowiczy, ropny lub krwisty), zapalenia płuc. Najczęściej ma przebieg ciężki.
- Postać żołądkowo-jelitowa – objawy zapalenie żołądka i jelit, z biegunką i wymiotami. W postaci zaawansowanej powoduje odwodnienie i znaczne wychudzenie.
- Postać oczna – zapalenie spojówek z surowiczo-ropnym wyciekiem, owrzodzenie i perforacja rogówki.
- Postać skórna (osutkowa) – na skórze brzucha, po wewnętrznej stronie ud powstają pęcherzyki ropne, które po zaschnięciu tworzą strupki. Takie pęcherzyki mogą wystąpić w okolicach oczu, nozdrzy i na wargach.
- Postać nerwowa – najczęściej występuje samodzielnie, bez łączenia się z innymi postaciami choroby lub po ustąpieniu objawów nosówki nieżytowej. W zależności od stopnia uszkodzenia tkanki nerwowej oraz lokalizacji zmian, objawy mogą mieć różne nasilenie i postać. W przypadku zaatakowania nerwów obwodowych najczęstszymi objawami są niedowłady, porażenia, niezborność. Mogą występować tiki i drżenia mięśniowe obejmujące zwłaszcza przód ciała i głowę. Gdy zakażenie obejmuje ośrodkowy układ nerwowy możemy obserwować otępienie, zaburzenia ruchowe, zaburzenia świadomości, zmiany zachowania, halucynacje. Częstym powikłaniem tej postaci jest padaczka. Uszkodzenia neurologiczne najczęściej mają charakter trwały i nie poddają się leczeniu.
- Osobną postacią nosówki jest tzw. choroba twardej łapy (ang. hard pad disease) objawiająca się pogrubieniem opuszek łap i lusterka nosa. Skóra w tych miejscach staje się szorstka, spękana i twarda.

## Rozpoznawanie
Przy typowym przebiegu choroby oraz danych z wywiadu o braku uodparniania (nieszczepieniu) i wieku zwierzęcia (występowanie u zwierząt młodych, lub starszych ze zmniejszoną odpornością i dawno nie doszczepianych), pozwala przypuszczać, że doszło do zakażenia wirusem nosówki. Zarażenie nosówką możemy potwierdzić badaniami laboratoryjnymi. Najłatwiej można potwierdzić nosówkę wykazując obecność wirusa w komórkach nabłonkowych (między 5 – 21 dniem od zakażenia) metodą immunofluorescencji – IF.

## Leczenie
Głównym celem leczenia jest niwelowanie objawów, zwalczanie wtórnych infekcji, wzmacnianie układu immunologicznego.
Przy zwalczaniu objawów stosuje się leki przeciwgorączkowe i stymulujące przemianę materii. W przypadku nieżytu przewodu pokarmowego – nawadnianie i likwidacja zaburzeń elektrolitowych. W chorobie o dłuższym przebiegu konieczne jest odżywianie pozajelitowe. Wtórne infekcje zwalcza się, podając antybiotyki. Uzasadnione jest używanie preparatów immunostymulujących. W okresie rekonwalescencji bardzo ważna jest odpowiednia dieta.
Stosowanie surowicy w momencie rozwiniętego objawowego zakażenia jest dyskusyjne.
W przypadku leczenia powikłań neurologicznych postaci nerwowej stosuje się witaminy z grupy B, leki przeciwzapalne, leki noo- i neurotropowe. Zabiegi fizjoterapeutyczne w leczeniu porażeń. Przy objawach padaczki – leki przeciwpadaczkowe.

## Zapobieganie
Kluczowe znaczenie ma uodpornianie czynne poprzez szczepienia. Szczepi się zwierzęta zdrowe i niezarobaczone. Pierwsze szczepienie przeciw nosówce należy wykonać między 6 a 8 tygodniem życia.